# Дорива
Дорива (порт.-браз. Dorival Guidoni Junior; 28 мая 1972, Ньяндеара, Сан-Паулу) — бразильский футболист и футбольный тренер. Выступал на позиции центрального полузащитника. В настоящее время работает помощником Силвиньо в сборной Албании.

## Игровая карьера

### Клубная

#### Начало карьеры
Дорива начал свою футбольную карьеру в «Сан-Паулу» в 1991 году под руководством известного бразильского тренера Теле Сантана. Последующие два сезона для получения игровой практики Дорива на правах аренды провёл в клубах «Анаполина» и «Гояния». Вернувшись в «Сан-Паулу» в 1993 году и наконец пробившись в основу, Дорива выиграл в его составе Кубок Либертадорес и Межконтинентальный кубок.
На следующий сезон, в 1995 году, Дорива вместе с другими ведущими игроками «Сан-Паулу» перешёл в клуб «XV ноября», который был куплен президентом крупнейшей южноамериканской авиакомпании TAM Airlines Ролимом Амаро. Несмотря на удачный старт чемпионата и планы руководства бороться за чемпионство, в конечном счете «XV ноября» вылетел из высшего дивизиона.
Спустя год пребывания в «XV ноября» Дорива вернулся в элиту, подписав контракт с Атлетико Минейро, где в 1997 году выиграл Кубок КОНМЕБОЛ.

#### «Порту»
В январе 1998 года Дорива перешёл из «Атлетико Минейро» в «Порту», заключив с португальским клубом 4-летний контракт. Сумма сделки составила около 4 млн долларов.
20 декабря 1998 года в матче с лиссабонским «Спортингом» Дорива оформил первый и единственный хет-трик в карьере, трижды поразив ворота соперника со штрафных ударов, и тем самым обеспечил своей команде победу со счётом 3:2.

#### «Сельта»
Дорива перешёл в испанскую «Сельту» на правах свободного агента в июле 2000 года. Первые матчи за «Сельту» Дорива провёл в Кубке Интертото, где сыграл деятельную роль в победе своей команды. Дорива быстро стал твёрдым игроком основы, а 20 декабря 2000 года забил свой первый мяч в составе «Сельты» в гостевом поединке с «Нумансией», хотя это и не помогло его команде избежать поражения (2:4). В январе 2001 года бразилец получил серьёзную травму, выбившую его из строя на четыре месяца, и появился на поле лишь в двух заключительных матчах чемпионата.
В сезоне 2001/02 Дорива потерял место в основном составе «Сельты», сыграв в общей сложности 16 матчей, преимущественно выходя на замену. В первой половине сезона 2002/03 Дорива и вовсе сыграл лишь одну игру в Кубке Испании.

#### «Мидлсбро»
Дорива был подписан главным тренером «Мидлсбро» Стивом Маклареном на правах аренды из «Сельты» в январе 2003 года. Он дебютировал за клуб 5 апреля 2003 года в победной игре против «Вест Бромвича» (3:0). Сыграв по итогам сезона 5 матчей, 21 июля 2003 года Дорива подписал однолетний контракт с «Мидлсбро».
В своём первом полноценном сезоне за «Мидлсбро» Дорива стал основным партнёром Джорджа Боатенга в центре полузащиты, однако затем серьёзную конкуренцию ему стали составлять быстро прогрессировавший Стюарт Даунинг и переквалифицировавшийся из вингера Будевейн Зенден. 29 февраля 2004 года Дорива вышел в стартовом составе «Мидлсбро» в финальном матче Кубка английской лиги против «Болтона» на легендарном «Миллениуме» и помог своей команде одержать победу 2:1 и выиграть первый профессиональный трофей.
Свой единственный гол за «Боро» Дорива забил 8 января 2005 года в матче 3-го раунда Кубка Англии с «Ноттс Каунти» (2:1), сравняв счёт на 54-й минуте встречи.
В 2005 году Дорива на один год продлил контракт с «Мидлсбро», а в июле 2006 года покинул команду.

#### Возвращение в Бразилию
После ухода из «Мидлсбро» в июле 2006 года Дорива подписал контракт с «Блэкпулом», выступавшем в то время в Лиге 1, но так и не сыграл за «приморцев» ни матча.
В январе 2007 года Дорива вернулся в Бразилию и заключил контракт с клубом «Америка» (СП), когда у него обнаружились проблемы с сердцем.
Отец и дед Доривы умерли от сердечных заболеваний, поэтому он принял решение уйти из игры.
Последующие тесты показали, что диагноз был поставлен некорректно и Дорива может продолжать играть в футбол, но он решил не возобновлять карьеру.

### Международная
Дорива дебютировал за национальную сборную 27 апреля 1995 года. Большую часть своей международной карьеры Дорива провёл в качестве дублёра капитана сборной Бразилии Карлоса Дунги, выступавшего на той же позиции.
В составе сборной Дорива выигрывал Кубок конфедераций 1997, а также принимал участие в чемпионате мира 1998 во Франции. Дорива сыграл там лишь одну игру, появившись на поле во втором матче группового этапа со сборной Марокко, выйдя на замену на 68-й минуте вместо Сезара Сампайо.

## Тренерская карьера
12 августа 2016 года назначен главным тренером «Санта-Круза» (Ресифи). 20 октября 2016 года, через день после домашнего матча 32-го тура чемпионата Бразилии 2016 «Ботафого» (0:1), расторг контракт с клубом по обоюдному согласию.
7 июня 2017 года назначен главным тренером «Атлетико Гоияниенсе». Контракт подписан до конца сезона 2017. Сменил на этом посту Марсело Кабо.
23 мая 2021 года вошёл в тренерский штаб «Коринтианса», возглавляемый Силвиньо.

## Достижения
Как игрок
 «Сан-Паулу»
- Победитель Кубка Либертадорес (1): 1993
- Победитель Суперкубка Либертадорес (1): 1993
- Победитель Межконтинентального кубка (1): 1993
- Победитель Рекопа Южной Америки (2): 1993, 1994

 «Атлетико Минейро»
- Победитель Кубка КОНМЕБОЛ (1): 1997

 «Порту»
- Чемпион Португалии (2): 1997/98, 1998/99
- Обладатель Кубка Португалии (1): 1997/98

 «Сельта»
- Победитель Кубка Интертото (1): 2000

 «Мидлсбро»
- Обладатель Кубка Английской лиги (1): 2003/04
- Финалист Кубка УЕФА (1): 2005/06

 Сборная Бразилии
- Победитель Кубка конфедераций (1): 1997
- Серебро на Чемпионате мира (1): 1998

Как тренер
 «Итуано»
- Чемпион штата Сан-Паулу (1): 2014

 «Васко да Гама»
- Чемпион штата Рио-де-Жанейро (1): 2015